# Tillandsia chartacea
Tillandsia chartacea är en gräsväxtart som beskrevs av Lyman Bradford Smith. Tillandsia chartacea ingår i släktet Tillandsia och familjen Bromeliaceae. Inga underarter finns listade i Catalogue of Life.